# Gymnostomum curvisetum
Gymnostomum curvisetum là một loài rêu trong họ Pottiaceae. Loài này được Schwägr. mô tả khoa học đầu tiên năm 1823.